# Ectophasia taeniata
Ectophasia taeniata là một loài ruồi trong họ Tachinidae.